# Jönköpings läns östra valkrets
Jönköpings läns östra valkrets var vid riksdagsvalen till andra kammaren 1911–1920 en egen valkrets med fyra mandat. Valkretsen avskaffades inför riksdagsvalet 1921, då hela länet bildade Jönköpings läns valkrets.

## Riksdagsmän

### 1912–första riksmötet 1914
- Johan August Jonsson, lmb
- Carl Sjöberg, lmb (1912)
  - Axel Reinhold Rosenqwist, lmb (1913–1914)
- Fredrik Johanson, lib s
- Ernst Liljedahl, lib s

### Andra riksmötet 1914
- Johan August Jonsson, lmb
- Axel Reinhold Rosenqwist, lmb
- Fredrik Johanson, lib s
- Ernst Liljedahl, lib s

### 1915–1917
- Per Gabrielsson, lmb
- Johan August Jonsson, lmb
- Ernst Liljedahl, lib s 1915–1916, vilde 1917
- Karl Lundberg, s 1915–1916, s vgr 1917

### 1918–1920
- Johan August Jonsson, lmb
- Oscar Ericson, bf
- Oscar Carlström, lib s
- Sven Petter Svanberg, s (1918–8/4 1920)
- Gottfrid Svärd, s (5/5–31/12 1920)

### 1921
- Carl Johan Jonsson, lmb
- Johan August Jonsson, lmb
- Oscar Ericson, bf
- Oscar Carlström, lib s